# Lilibeth Morillo
Lilibeth Rodríguez Morillo (Caracas, 12 de junio de 1969) es una actriz, cantante y compositora venezolana, hija de la cantante y actriz Lila Morillo y del cantante José Luis Rodríguez.
Su primer papel protagónico fue en la telenovela venezolana Pura sangre y su primer coprotagónico en la telenovela Enamorada.

## Biografía
Se inicia en el medio artístico cuando el señor Arquímedes Rivero la llamó para interpretar el personaje de Andreína Colmenares en la telenovela Maribel junto a su hermana Liliana Rodríguez y su madre Lila Morillo.
Nuevamente acompañada por su madre y su hermana, en 1990, representó a Venezuela en el festival OTI, interpretando la balada "Ser mujer", obra de su madre Lila. Acompañando a Lilibeth en el escenario estuvo presente su hermana Liliana (realizando los coros). 
En 1994 se une al elenco de la telenovela Por estas calles, para RCTV. 
Su primer protagónico fue la telenovela de RCTV Pura sangre siendo pareja junto a Simón Pestana que le valió el premio Meridiano de Oro como "Mejor actriz protagónica" en 1995 en Venezuela.
También ha protagonizó otras telenovelas como María de los Ángeles junto al colombiano  Marcelo Cezán,Viva la Pepa en 2000  La niña de mis ojos nuevamente con Simón Pestana, en 2005 protagoniza El amor las vuelve locas junto al actor venezolano Carlos Montilla. 
En 2006 participa en La Viuda de Blanco al lado de Itatí Cantoral y Francisco Gattorno.
En 2010 participó junto a su madre en la mini-novela evangélica Redención de amor, producida por el canal Enlace TBN.
En 2012 trabaja en la telenovela Mi ex me tiene ganas en la que compartió créditos con Norkys Batista, Carlos Montilla y Jonathan Montenegro entre otros.
En 2015 presentó su primera producción discográfica como cantante titulada "Puerto seguro", proyecto musical en el que todas las canciones son de su autoría, recopilando temas como "El viaje" o "El amor de los amores", que ya habían servido como marco musical de algunas de sus telenovelas. El disco tuvo como primer sencillo el tema inédito "Puerto seguro" que da título a la producción musical.

## Filmografía

### Telenovelas
| Año       | Título                   | Personaje                           |
| --------- | ------------------------ | ----------------------------------- |
| 1989      | Maribel                  | Andreína Colmenares                 |
| 1991-1992 | Mundo de fieras          | Tamara Soriano                      |
| 1994      | Por estas calles         | Yesenia                             |
| 1994-1995 | Pura sangre              | Corazón Silvestre                   |
| 1997      | María de los Ángeles     | María de los Ángeles Córdova Vargas |
| 1998-1999 | Enséñame a querer        | Adriana Márquez                     |
| 1999-2000 | Enamorada                | Cristina Guillén                    |
| 2000-2001 | Viva la Pepa             | María José Maneiro "Mari Pepi"      |
| 2001-2002 | La niña de mis ojos      | María de la Luz Centeno             |
| 2005      | El amor las vuelve locas | Fernanda Santana de Arismendi       |
| 2006-2007 | La viuda de Blanco       | Haydée Blanco Albarracín            |
| 2009-2010 | Alma indomable           | Abigail Richardi                    |
| 2010      | Redención de amor        | Perla Miranda y Pura Miranda        |
| 2012      | Mi ex me tiene ganas     | Soledad Linares de Cordero          |

### Series
1. Decisiones - Capítulo: "Adicto" (2005)
2. Lotería - Capítulo: "Dos Evas para un Adrián" (2006)
3. Lotería - Capítulo: La Banda De Las Ratas" (2006)

### Películas
- Chao Cristina- Cristina (RCTV, 2006)

### Concursos
- 2007 Camino a la fama - Presentadora (Televen)

## Discografía
- Puerto seguro (2015)